# Chaperina fusca
Chaperina fusca là một loài ếch trong họ Nhái bầu. Chúng là đại diện duy nhất của chi Chaperina. Loài này có ở Indonesia, Malaysia, Philippines, Thái Lan, và có thể cả Brunei.
Các môi trường sống tự nhiên của chúng là các khu rừng ẩm ướt đất thấp nhiệt đới hoặc cận nhiệt đới, các khu rừng vùng núi ẩm nhiệt đới hoặc cận nhiệt đới, đầm nước ngọt, đầm nước ngọt có nước theo mùa, và vườn nông thôn.